# Уильямс, Джек (лучник)
Джек Уильямс (англ. Jack Williams; род. 22 апреля 2000, Мишен-Вьехо, Калифорния) — американский лучник, специализирующийся в стрельбе из олимпийского лука. Участник Олимпийских игр.

## Биография
Джек Уильямс родился 22 апреля 2000 года. Он начал заниматься стрельбой из лука в возрасте 14 лет в Мишен-Вьехо. До этого четыре года занимался фехтованием, и, по словам спортсмена, вполне серьёзно относился к этому виду спорта, но когда ему предложили уроки по стрельбе из лука, его сразу заинтересовал этот вид.

## Карьера
В 2018 году он выступал на этапах Кубка мира. В Солт-Лейк-Сити Уильямс занял седьмое место, выбыв на стадии четвертьфиналов. В Берлине и Анталии дошёл до 1/16 финала, а в Шанхае - до 1/32 финала. В этом же году выступил на Панамериканском чемпионате, где завоевал бронзовую медаль в личном турнире и золото в команде.
В 2019 году Джек Уильямс завоевал серебро молодёжного чемпионата мира в Мадриде, дошёл до 1/8 финала с мужской командой и до четвертьфинала в соревнованиях смешанных пар. На Кубке мира в Анталии достиг четвертьфинала, в Шанхае - 1/8 финала, в Берлине и Медельине - 1/32 финала. На чемпионате мира 2019 года в Хертогенбосе вышел в четвертьфинал индивидуального турнира, а также стал девятым в составе сборной США. В том же году участвовал на Панамериканских играх в Лиме, где завоевал бронзу с мужской сборной и стал пятым в личном турнире.
По результатам мужского отборочного командного турнира в Париже американцы завоевали путёвку в команде и, следовательно, три места в личном.
На Олимпийских играх в Токио в командном турнире американцы всухую победили французов, но затем проиграли Японии со счётом 1:5 в четвертьфинале и завершили борьбу за медали. В личном турнире Уильямс уже в первом матче против француза Пьера Плийона проиграл 4:6.
На чемпионате мира в Янктоне, который состоялся через месяц после летней Олимпиады, Уильямс выиграл серебро в команде. Спустя неделю там же состоялся Финал Кубка мира, где лучник завоевал золото, победив в финальном матче Брейди Эллисона.